# DNAJC30
DNAJC30 (англ. DnaJ heat shock protein family (Hsp40) member C30) – білок, який кодується однойменним геном, розташованим у людей на 7-й хромосомі. Довжина поліпептидного ланцюга білка становить 226 амінокислот, а молекулярна маса — 25 961.
| 10         |  | 20         |  | 30         |  | 40         |  | 50         |
| ---------- |  | ---------- |  | ---------- |  | ---------- |  | ---------- |
| MAAMRWRWWQ |  | RLLPWRLLQA |  | RGFPQNSAPS |  | LGLGARTYSQ |  | GDCSYSRTAL |
| YDLLGVPSTA |  | TQAQIKAAYY |  | RQCFLYHPDR |  | NSGSAEAAER |  | FTRISQAYVV |
| LGSATLRRKY |  | DRGLLSDEDL |  | RGPGVRPSRT |  | PAPDPGSPRT |  | PPPTSRTHDG |
| SRASPGANRT |  | MFNFDAFYQA |  | HYGEQLERER |  | RLRARREALR |  | KRQEYRSMKG |
| LRWEDTRDTA |  | AIFLIFSIFI |  | IIGFYI     |  |            |  |            |

A: Аланін

C: Цистеїн

D: Аспарагінова кислота

E: Глутамінова кислота

F: Фенілаланін

G: Гліцин

H: Гістидин

I: Ізолейцин

K: Лізин

L: Лейцин

M: Метіонін

N: Аспарагін

P: Пролін

Q: Глутамін

R: Аргінін

S: Серин

T: Треонін

V: Валін

W: Триптофан

Кодований геном білок за функцією належить до шаперонів. 